# Музей соціалістичного мистецтва
Музей соціалістичного мистецтва (болг. Музей на социалистическото изкуство) — музей в Софії, філія Національної художньої галереї Болгарії. Заснований 19 вересня 2011 року.
Музей став першим у Болгарії сховищем, де збираються та експонуються зразки болгарського мистецтва, створені у 1944 — 1989 роках та тематично пов'язані з епохою соціалізму в Болгарії.

## Музейний комплекс
Музейний комплекс включає парк, художню галерею та відеозал.
Парк займає площу 7500 м ². У ньому розташовано 77 творів монументальної скульптури, в основному статуї та бюсти відомих болгарських та радянських комуністів — Володимира Ілліча Леніна, Георгія Димитрова, Димитра Благоєва, Василя Коларова, Тодора Живкова та інших соціалістичних діячів. Інші скульптури є типовими зразками соцреалізму — це зображення партизанів, червоноармійців, робітників та колгоспників.
Художня галерея має площу 550 м². У ній експонуються 60 мальовничих полотен та 25 творів станкового мистецтва.
Відеозал демонструє документальні фільми, зняті в епоху соціалізму в Болгарії. При відеозалі знаходиться магазин, де продаються сувеніри — справжні предмети епохи соціалізму та сучасні копії.

## Червона зірка Будинку Партії

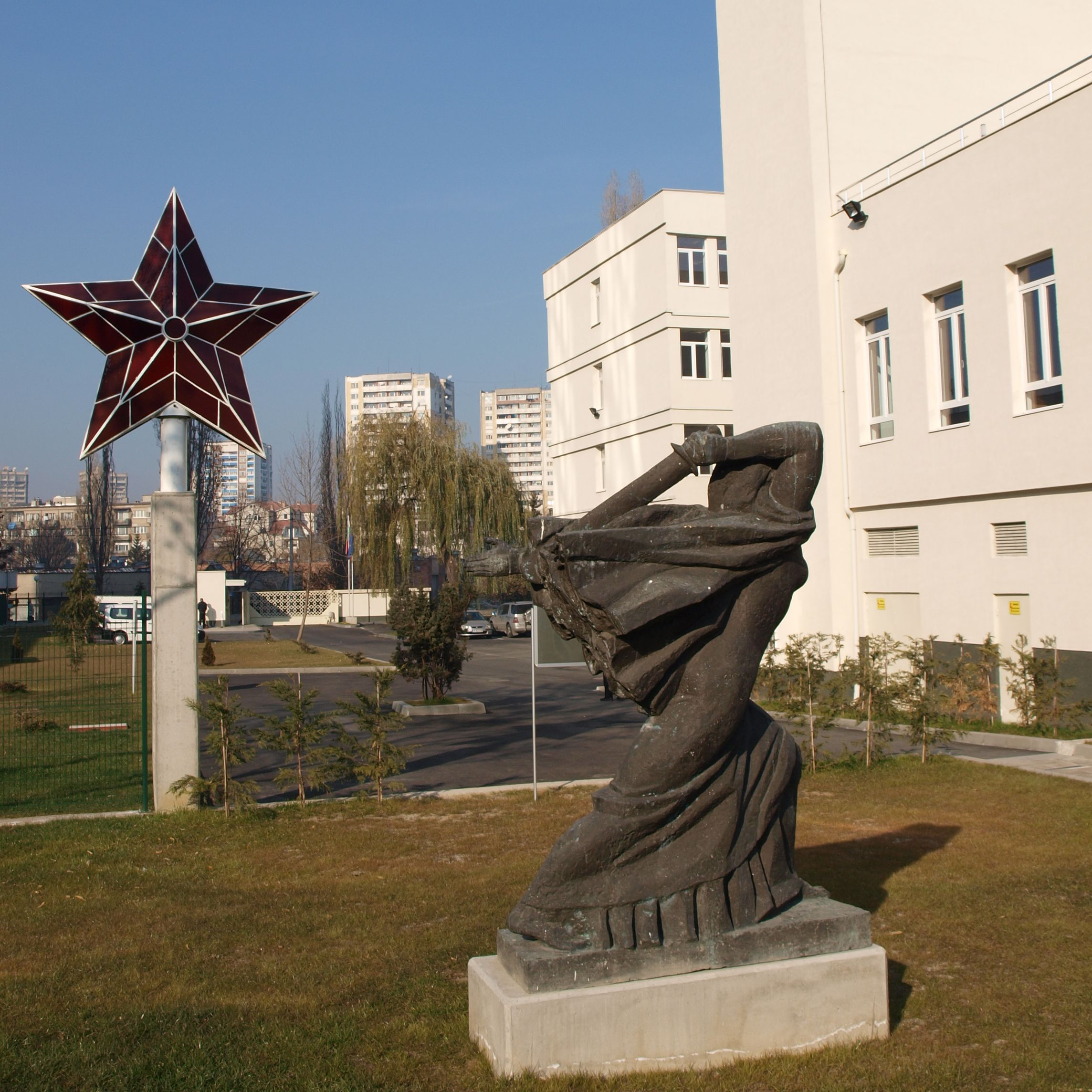
Червона зірка № 1

Праворуч від входу до парку музею знаходиться оригінальна червона зірка — символ соціалізму та комунізму в Народній Республіці Болгарії, яка з 1954 по 1984 роки височіла над Будинком Партії — резиденцією Центрального комітету Болгарської комуністичної партії у центрі Софії.
Червону зірку № 1 розмістили на вежі Будинку Партії в Софії 1954 р. Рішенням № 648 ЦК БКП від 25 липня 1984 року було затверджено проєктування та встановлення нової зірки — так званої «Зірки № 2». Проєкт її було засновано на конструкції Кремлівських зірок у Москві. Купівля, доставлення та монтаж нової зірки здійснила болгарська зовнішньоторговельна організація «Техноімпортекспорт».
Зірка № 2 виготовлена із синтетичного рубіна. За проєктними оцінками радянських спеціалістів, діаметр її мав становити 3 метри, її опорна частина (шпиль) — мати висоту 2 м, а вага не мала перевищувати 1,2 тонни. Фактично зірку було виконано діаметром 2,5 м. Болгарський проєктувальник — професор архітектури Іван Іванчев. Максимальна товщина в центрі становила 700 мм. Усередині зірки мало знаходитися джерело світла потужністю 5000 Ватт. Світловий потік розподілявся рівномірно через усі фасети об'ємним рефрактором із дзеркал. Окремі фасети були розміром 800 на 300 мм. Зірка була розрахована на експлуатацію за температури повітря від −27,5°C до +37,4°C.
Золоте покриття рубінової зірки виконано на заводі «Комуна» у м. Сопот, Болгарія. Обладнання привезено із СРСР. Ноу-хау, виробництво, пакування та додаткове обладнання зірки, замовлене в СРСР, обійшлися у суму 573 246 рублів. Ще 14 643 рублів було закладено до бюджету на додаткові витрати з транспортування та монтажу.

Рішенням 39-го конгресу Болгарської соціалістичної партії цю зірку було знято з вежі Будинку Партії, але в її місце встановлено прапор Болгарії. Асен Панайотов, один із діячів Болгарської соціалістичної партії, згадує:
|  | Ми зняли її за 3 хвилини, десь близько 9-ї години ранку 4 жовтня 1990 року. Вертоліт переніс її на поле біля села Долішній Богров. О 5 годині наступного ранку ми завантажили її на причіп військової вантажівки й повернули в Будинок Партії. У зв'язку з великим розміром вона помістилася тільки в гаражі Тодора Живкова. Щоб в'їхати у ворота гаража, довелося приспустити шини вантажівки. Ми зняли позолочені деталі оздоблення корпусу і передали їх за протоколом у Болгарський народний банк. З них було отримано близько 2 кг золота. Скло було багатошарове, технічне, жодних рубін там не було. Воно також було знято. Сталевий каркас залишився в гаражі та, ймовірно, був зданий у металолом. |

## Інші відділи та установи
Будівля музею є новою, в ній знаходиться кілька структур міністерства культури Болгарії — Державний фольклорний ансамбль «Філіп Кутєв», Національний інститут архітектурної спадщини, компанія «Реставрація», регіональний центр збереження нематеріальної культурної спадщини Південно-Східної Європи під егідою ЮНЕСКО.

## Суспільна думка
Багато статуї, бюсти та барельєфи виготовлені з міді, бронзи та інших цінних металів. Однак вони не були переплавлені, а були дбайливо збережені протягом більше 20 років, поки не були зібрані в музеї у 2011 р. Крім них, у Болгарії донині збережено близько 400 пам'ятників росіянам, серед яких чимало радянських — Альоша, Пам'ятник Радянській армії та інші.

Через двадцять з гаком років після відходу БКП з влади й через десять років після смерті Тодора Живкова чверть болгарських громадян все ще відчувають ностальгію за епохою соціалізму. Спираючись на цю статистику, у листопаді 2010 року прем'єр-міністр Болгарії Бойко Борисов заявив по телебаченню:
|  | Якщо ми встигнемо зробити хоч одну соту частку того, що побудував для Болгарії Тодор Живков, і що було зроблено за ці роки, це стало б величезним успіхом для уряду. Той факт, що через 20 років після його відходу з влади ніхто його не забуває, показує, як багато він зробив. Ми вже 20 років приватизуємо те, що було побудовано тоді. |

Праві політичні партії Болгарії були категорично проти створення музею. 20 вересня 2010 р. СДС виступив із декларацією з приводу відкриття Музею соціалістичного мистецтва. У ній говориться:
|  | Ми є свідками ще однієї спроби переписати історію. Спроби, яка виходить за рамки реабілітації комуністичного режиму, до якої нині вже всі звикли. Це - спроба партії ГЕРБ вказати нам, що таке соціалізм і комунізм, і що таке - мистецтво. Ми запитуємо: як було відібрано твори, експоновані в музеї? Хто і за якими критеріями визначив ці експонати, як "мистецтво"? Чому експозиція була названа "Музей соціалістичного мистецтва", а не "тоталітарного" або хоча б "комуністичного", що на порядок ближче до істини? У чиїй власності перебувають експонати цього так званого "музею"? Чому не було оголошено конкурс на створення цього музею та управління ним? Ми вважаємо неприпустимим переписування історії на основі експонатів, отриманих з фондів ЦК БКП. СДС пам'ятає результати цього управління. СДС пам'ятає справжню історію цього злочинного тоталітарного режиму. СДС не дозволить цю історію переписати. СДС не допустить повернення авторитарного управління в Болгарії. Ми зі свого боку виступаємо за створення "Музею тоталітаризм", який би нагадував про всі сторони цього режиму і вшановував би пам'ять людей, чиї долі склалися трагічно. |

## Галерея

Парк Музею соціалістичного мистецтва в Софії
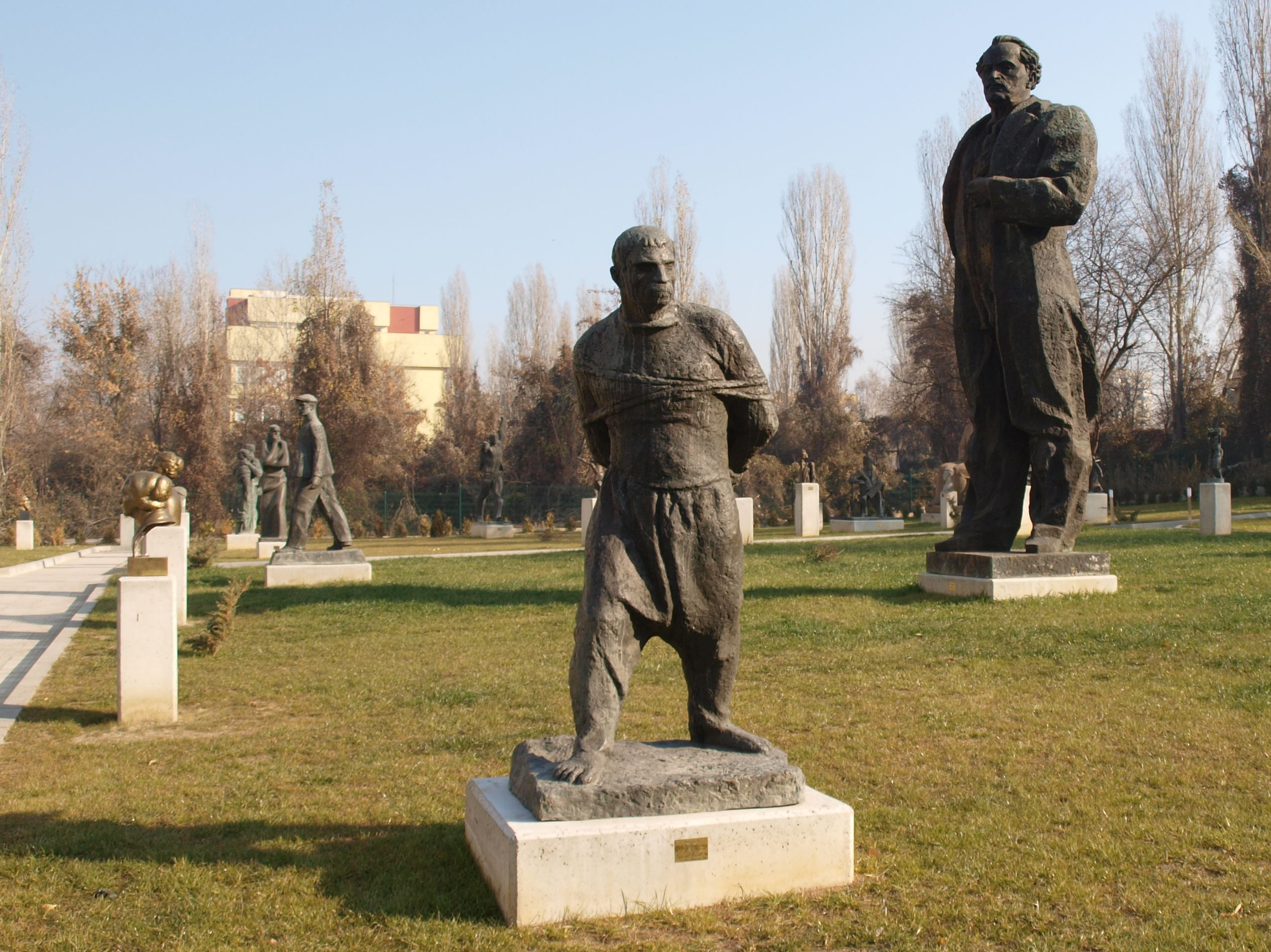
Полонений партизан та Георгій Димитров
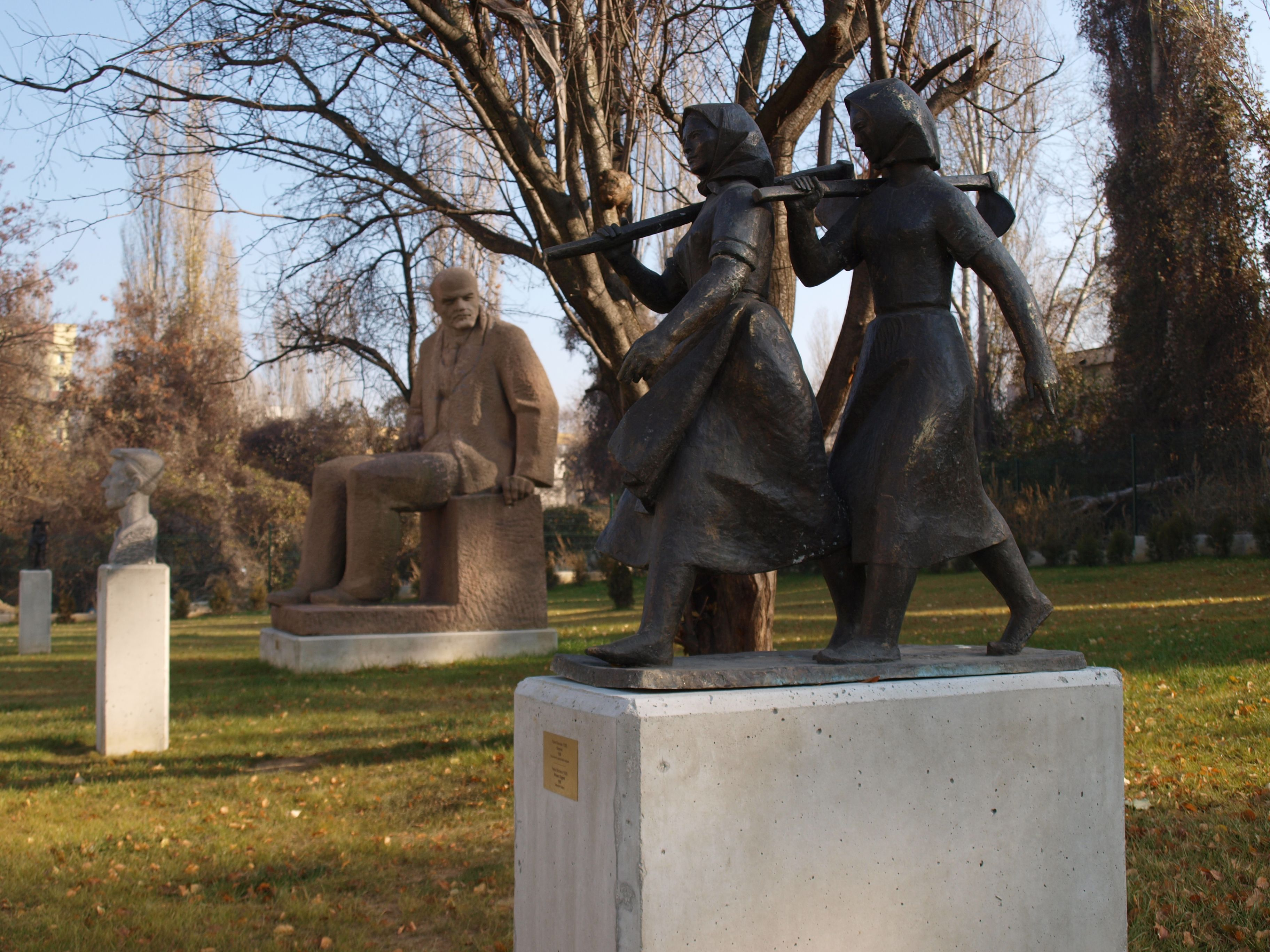
Ленін та колгоспники
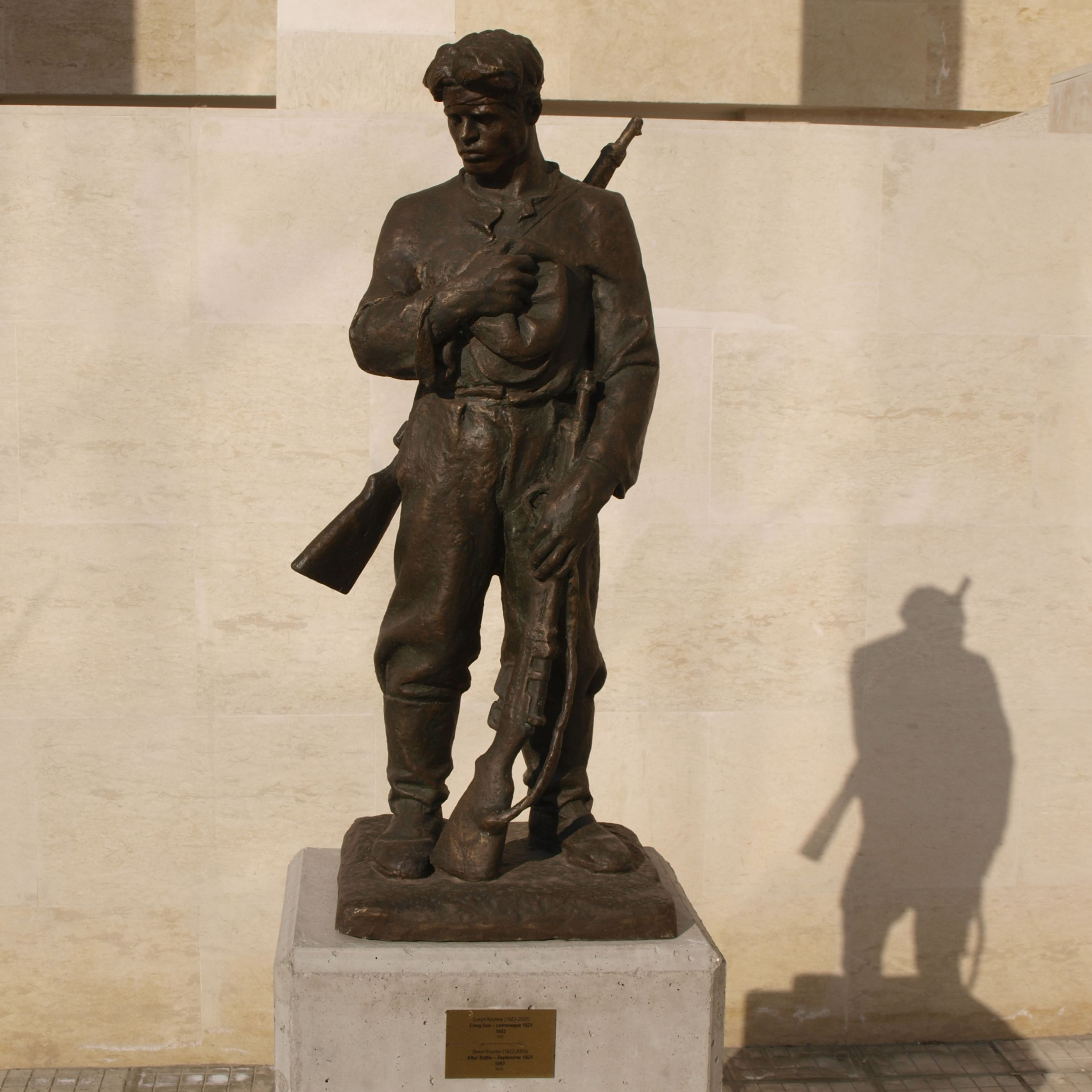
Учасник Вересневого повстання у Болгарії (1923)
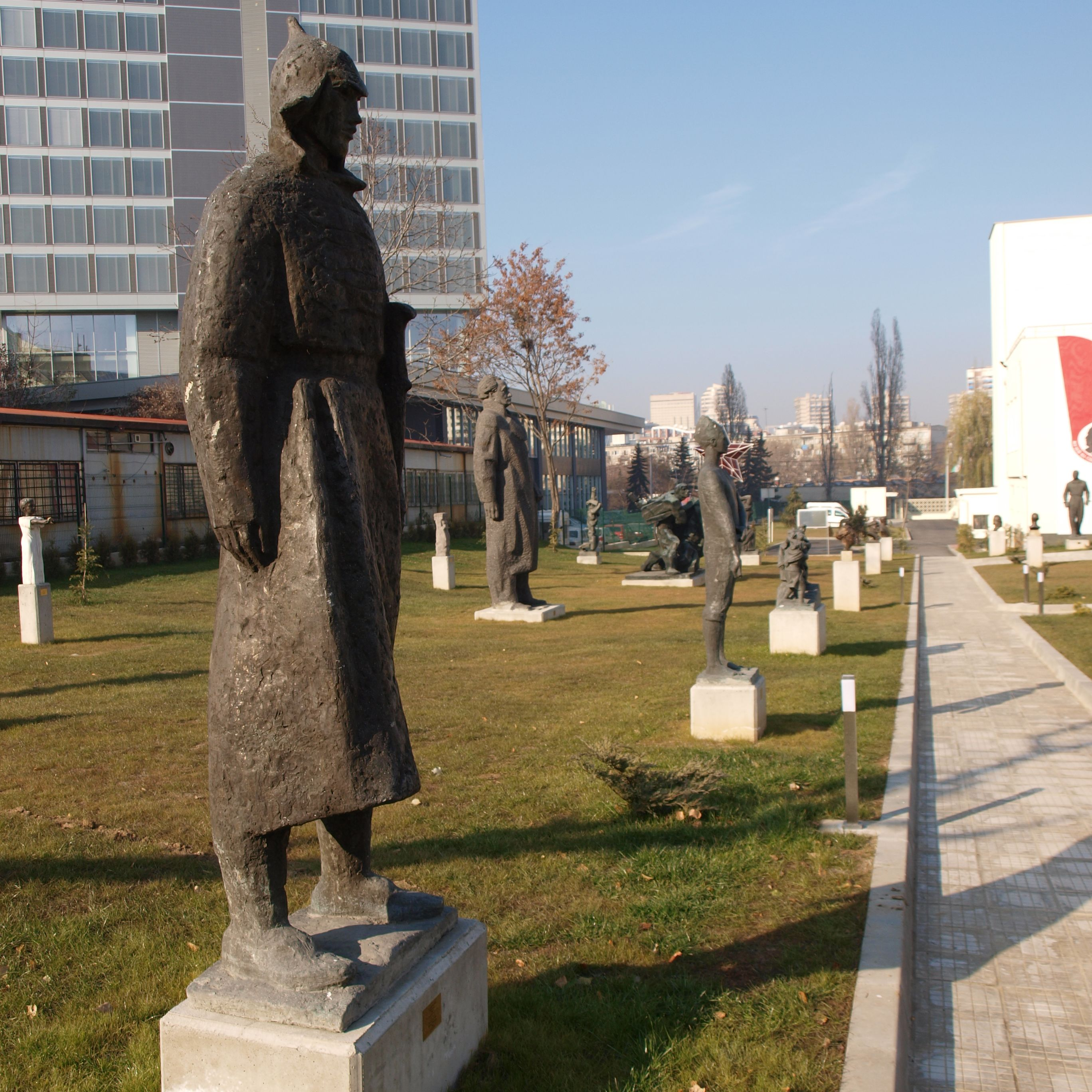
Червоноармієць
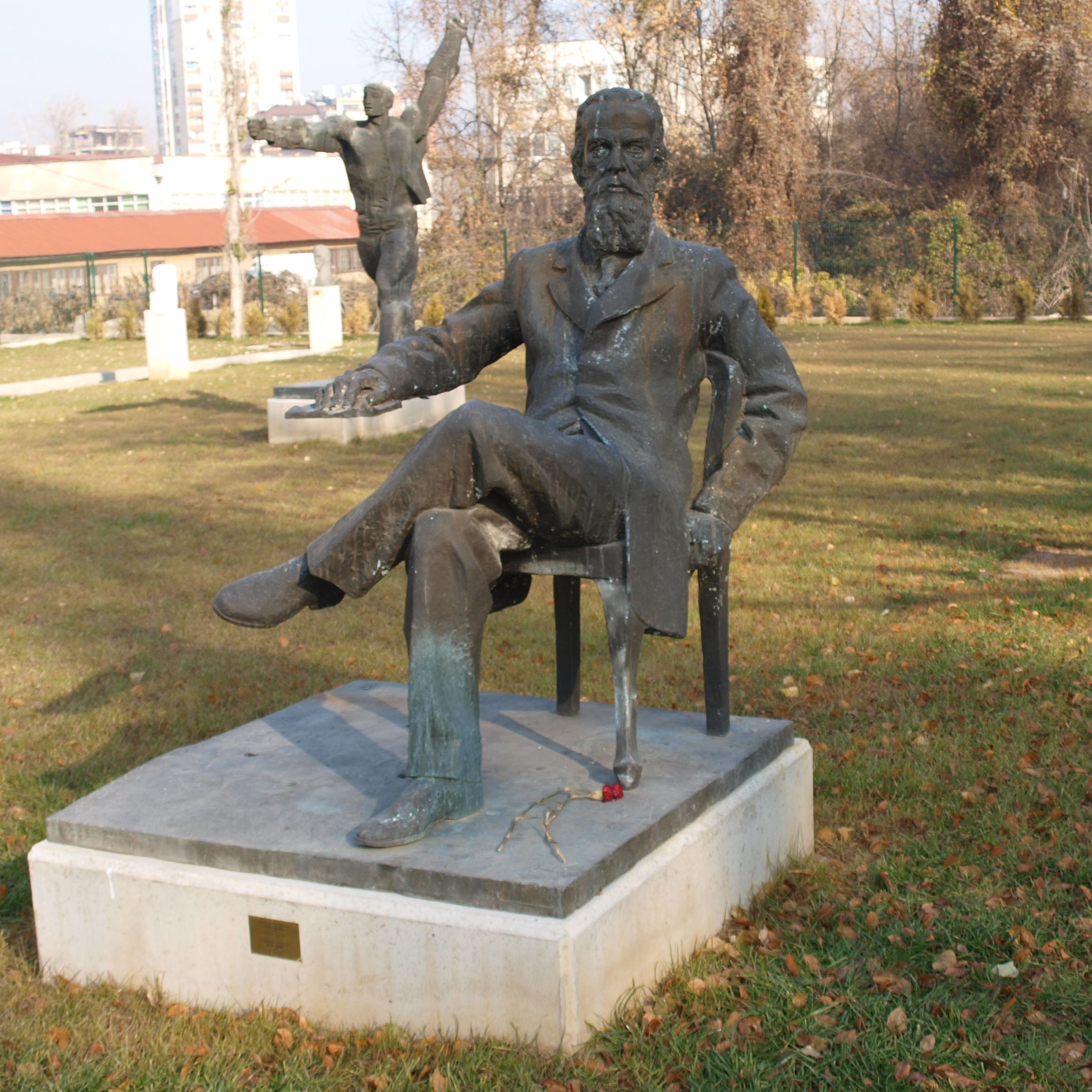
Дмитро Благоєв
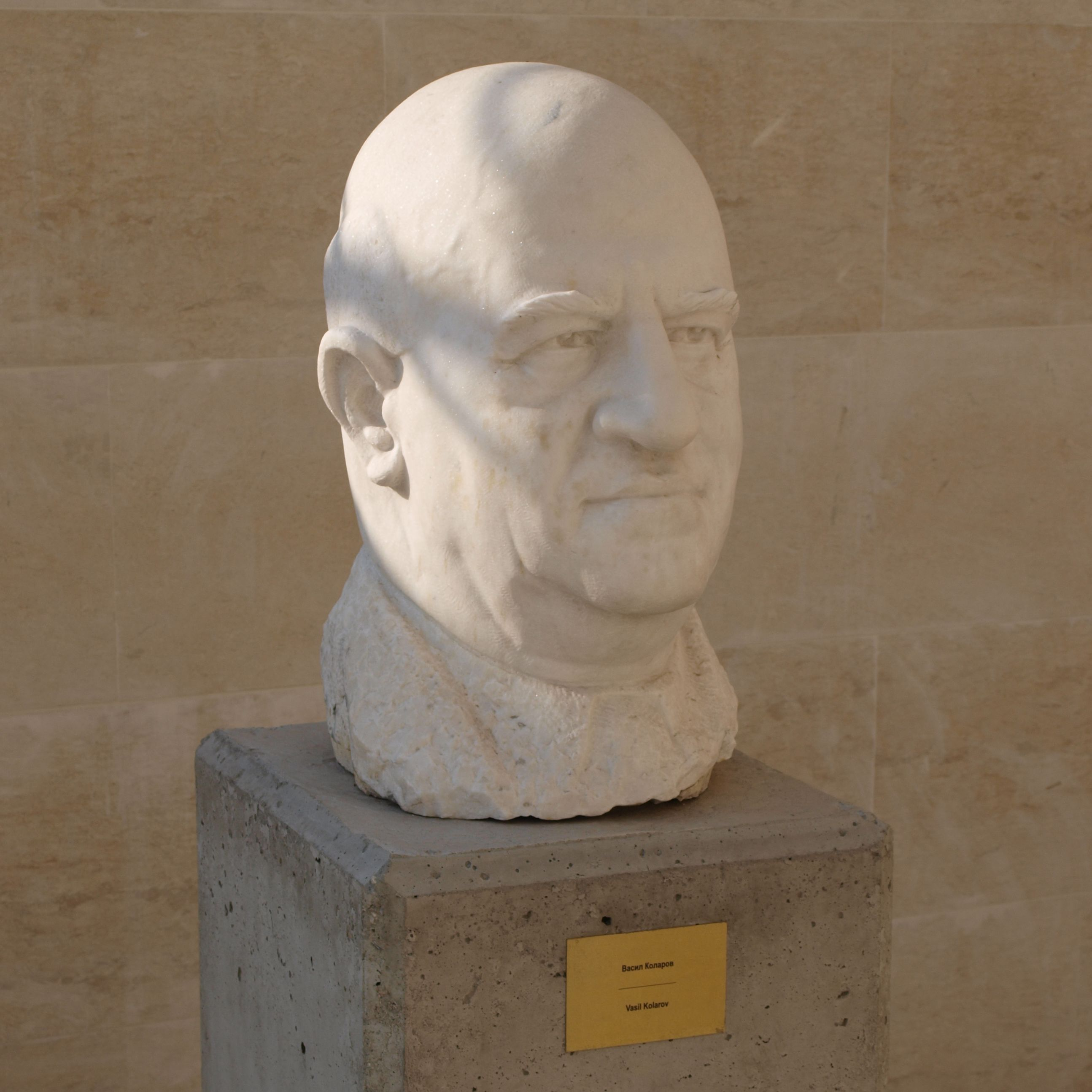
Васил Коларов
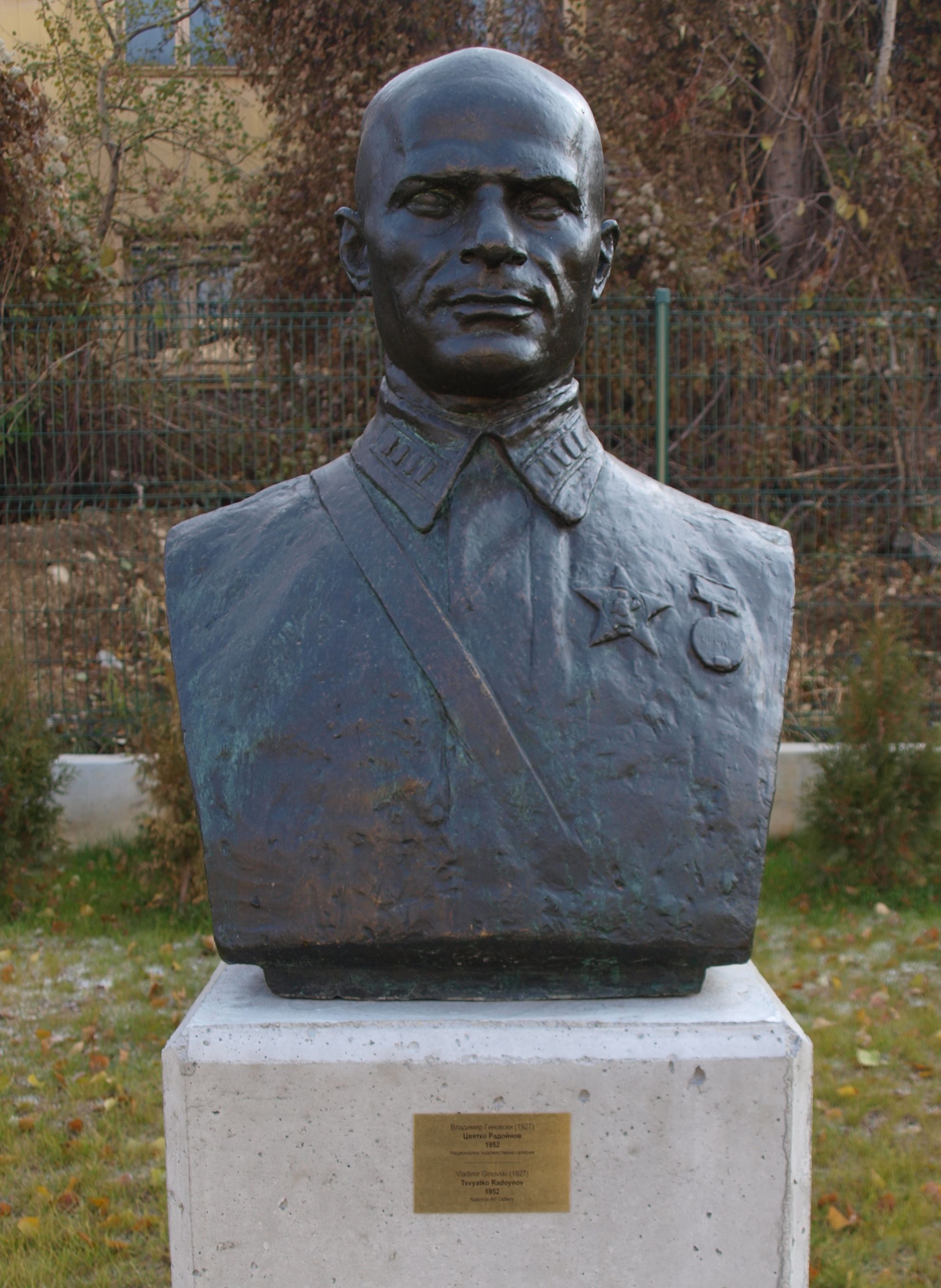
Цвятко Радойнов
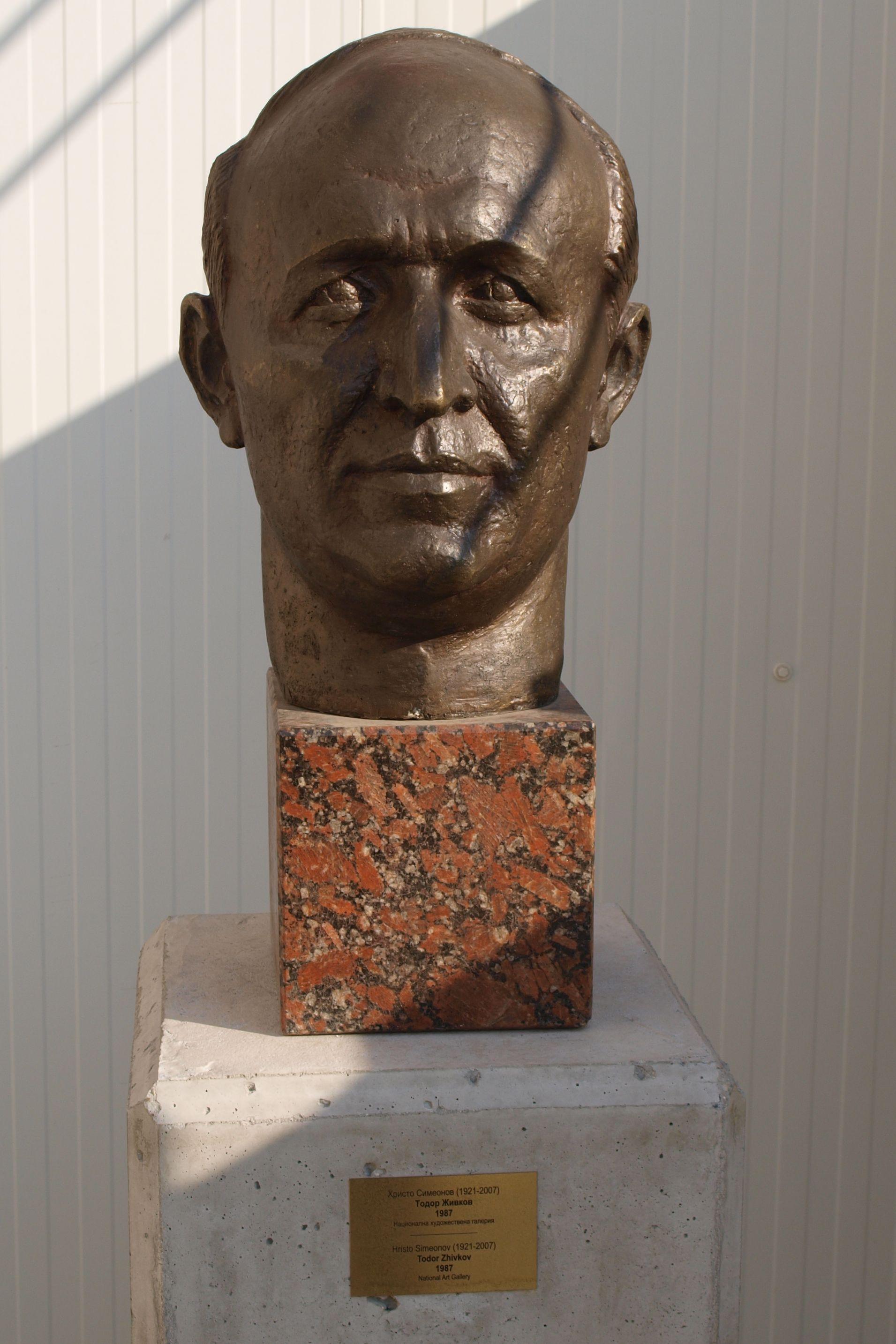
Тодор Живков
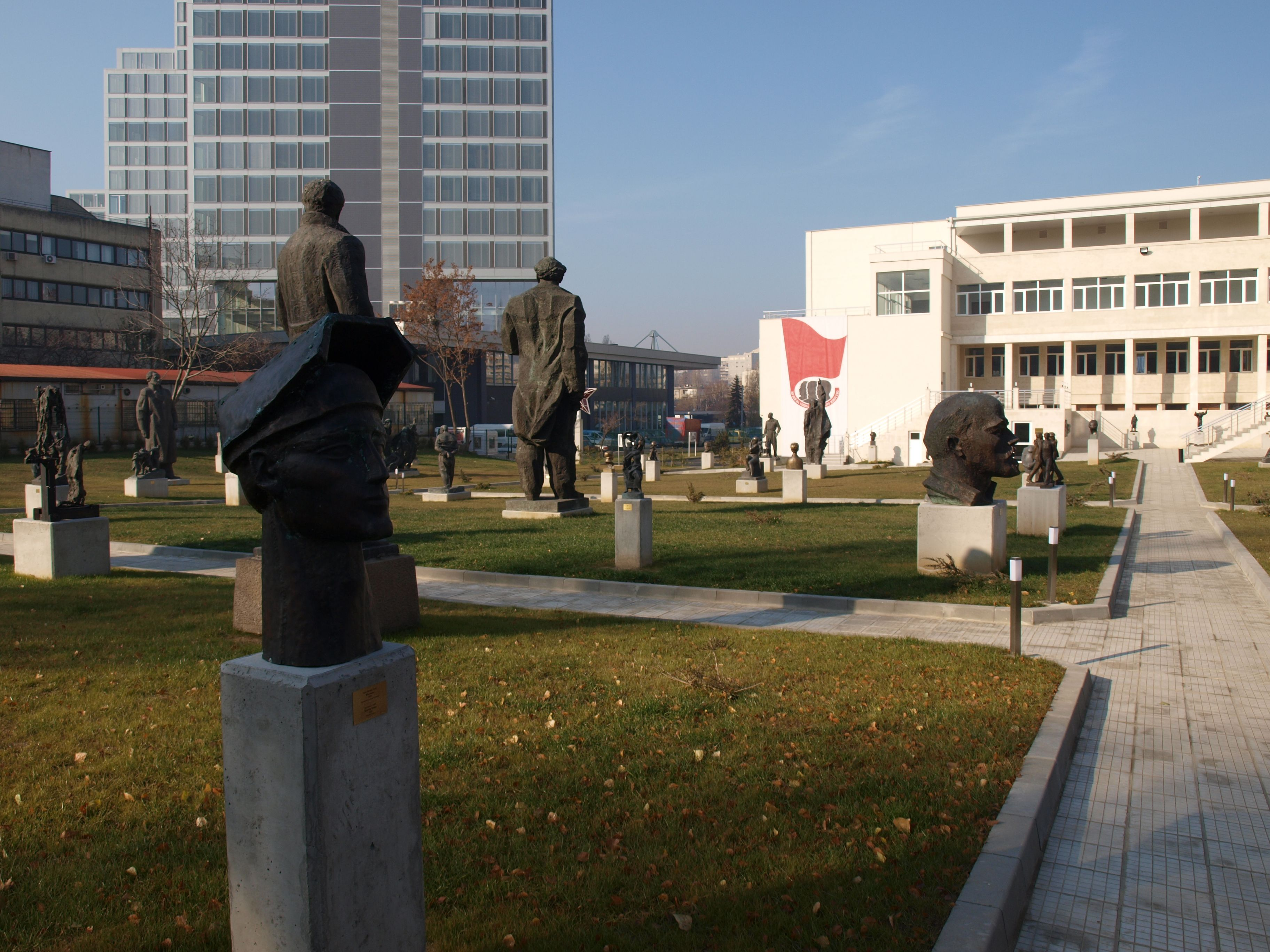
Зварювальник